# Піплмувер Детройта
Піплмувер Детройта (англ. Detroit People Mover) — одноколійна естакадна лінія піплмувера у місті Детройт, Мічиган, США.

## Історія
У кінці 1970-х почалося обговорення різних проектів покращення громадського транспорту міста. На початку 1980-х був виділений федеральний грант у розмірі 600 млн доларів на будівництво піплмувера в центрі та лінії метро вздовж проспекту Вудворда. Але у зв'язку з тим, що місцеві чиновники не дійшли згоди у трасуванні лінії метро та затягували проектування, грант був відкликаний. Будівництво піплмувера все ж почалося у 1985 році. Відкрита у 1987 році лінія використовувала схожу технологію, як і Ванкуверський метрополітен та третя лінія Scarborough метро Торонто. З моменту відкриття та до 20 липня 2008 року потяги рухалися проти годинникової стрілки. В липні серпні 2008 були проведені ремонтні роботи після цього потяги стали курсувати по годинникові стрілці. Це було запроваджено тому, що при русі по годинниковій стрілці лінія має один відносно крутий підйом, а далі більша частина шляху прямує вниз, це дозволяє пришвидшити рух і зекономити електроенергію.

## Лінія
Єдина в місті лінія побудована у вигляді естакадної, одноколійної, кільцевої, автоматизованої лінії піплмувера. На лінії використовується стандартна ширина колії та живлення потягів від третьої рейки, тому систему в жодному разі не слід плутати з монорейкою де використовується одна рейка. За своєю технологією система радше нагадує естакадне легке метро. Потяги рухаються в автоматичному режимі з інтервалом 2 — 3 хвилини.
Система є глибоко дотаційною, кожного року з бюджетів різних рівнів виділяється 12 млн доларів на експлуатаційні потреби, це викликає постійну критику громадськості. В окремі роки пасажиропотік становив лише 10 % максимальної пропускної спроможності лінії. Повністю завантажена лінія лише у дні проведення великих спортивних турнірів та під час проведення автосалону.
Були пропозиції щодо розширення лінії вздовж проспекту Вудворда до нового центру та залізничного вокзалу. Але було прийняте рішення про будівництво значно дешевшої трамвайної лінії, що відкрилася у 2017 році.

## Станції
В системі 13 станцій, що мають лише одну платформу, 8 станцій вбудовані в будинки. Спочатку планувалося спорудження однотипних станцій без якихось прикрас, однак під час будівництва групі добровольців вдалося заохотить інвесторів вкласти 2 млн доларів в архітектурні прикраси на станціях. У 2004 році була навіть видана книга зі світлинами станцій та інформацією про митців, що їх створили. Існує екскурсійна програма для туристів по станціях піплмувера.
- «Broadway»[en] — поблизу розташовані стадіон Форд Філд та Оперний театр.
- «Cadillac Center»[en] — поблизу знаходиться Парк Campus Martius.
- «Greektown»[en] — поблизу знаходиться казино та готель Greektown.
- «Bricktown»[en] — розташована в історичному районі Бріктаун.
- «Renaissance Center»[en] — обслуговує хмарочоси Ренесанс Центру.
- «Millender Center»[en] — обслуговує багатоповерхові житлові будинки у центрі.
- «Financial District»[en] — обслуговує фінансовий центр.
- «Joe Louis Arena»[en] — біля закритого стадіону Джо Луїс Арена, який готують до зносу.
- «Cobo Center»[en] — обслуговує місце проведення автосалону.
- «Fort/Cass»[en] — обслуговує район де розташовані редакції газет Детройт фрі прес, Детройт Ньюс та інших.
- «Michigan Avenue»[en] — обслуговує центральний автовокзал.
- «Times Square»[en] — також обслуговує автовокзал.
- «Grand Circus Park»[en] — поблизу розташований парк Grand Circus та зупинка трамваю.

## Режим роботи
Працює з понеділка по четвер від 6:30 до 0:00, у п'ятницю від 6:30 до 2:00, у суботу від 9:00 до 2:00 та в неділю від півдня до опівночі. Вартість квитка на одну поїздку 0,75 долара..

## Галерея

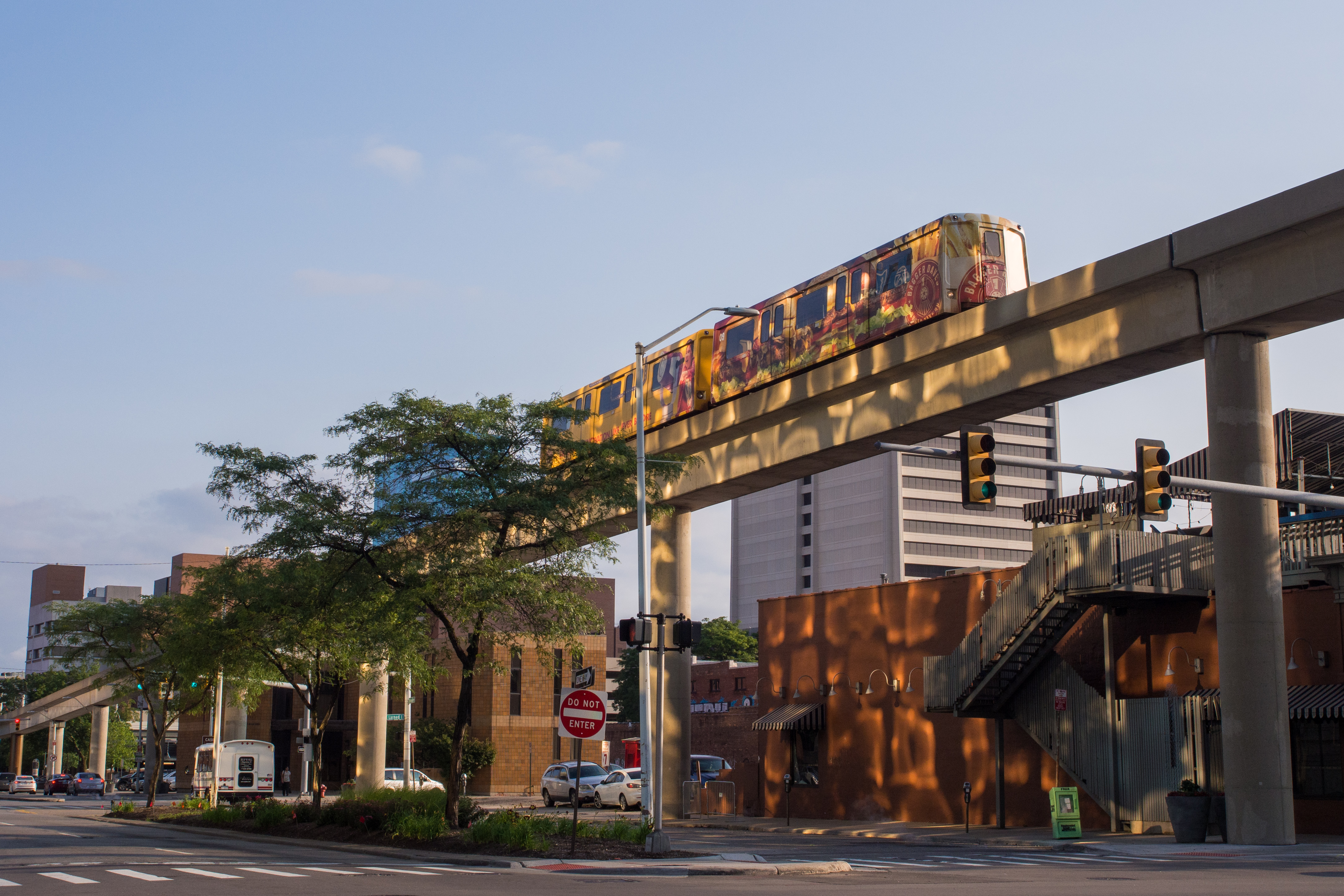
Потяг піплмувера на естакаді
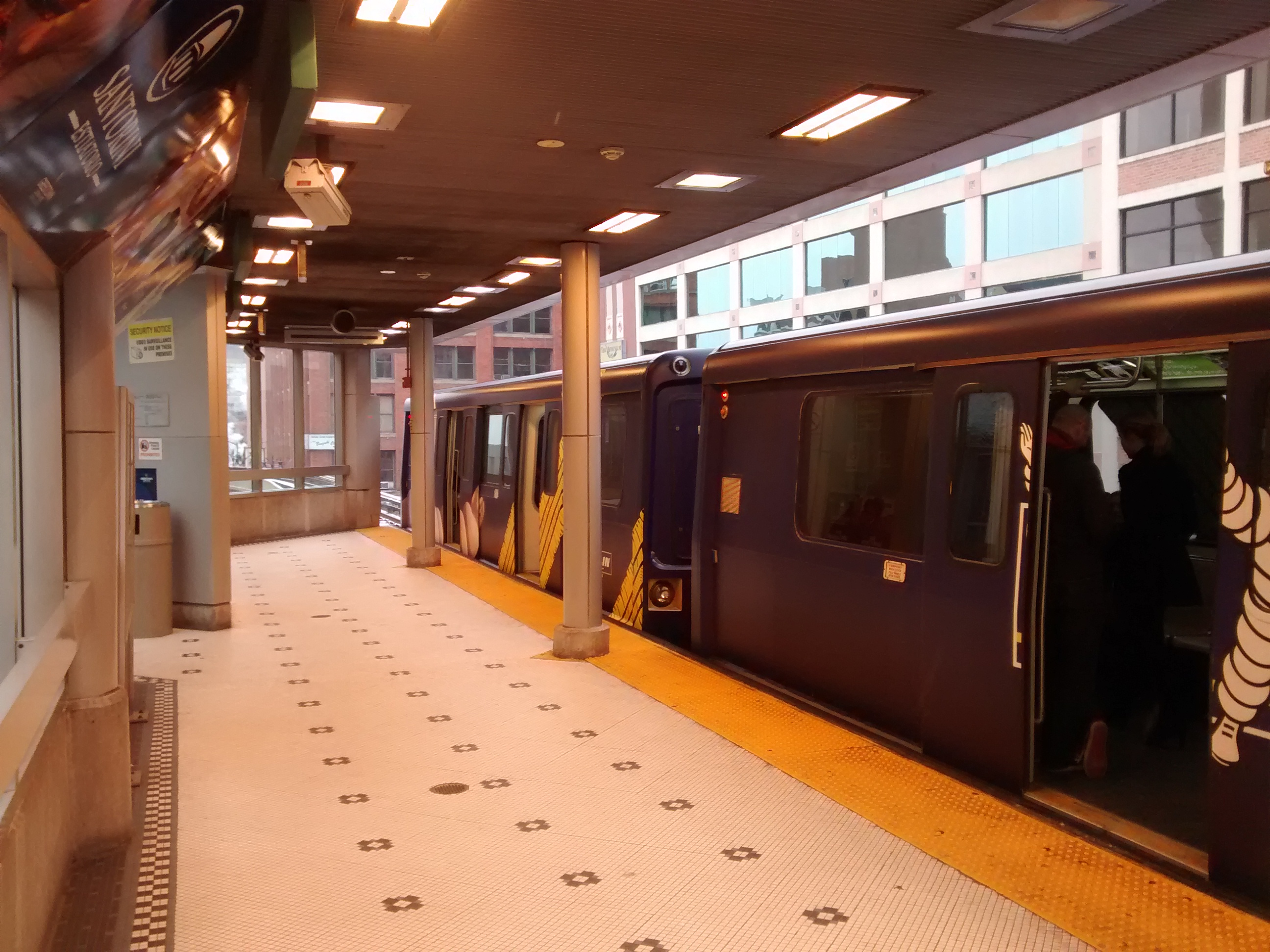
Потяг на станції «Greektown»
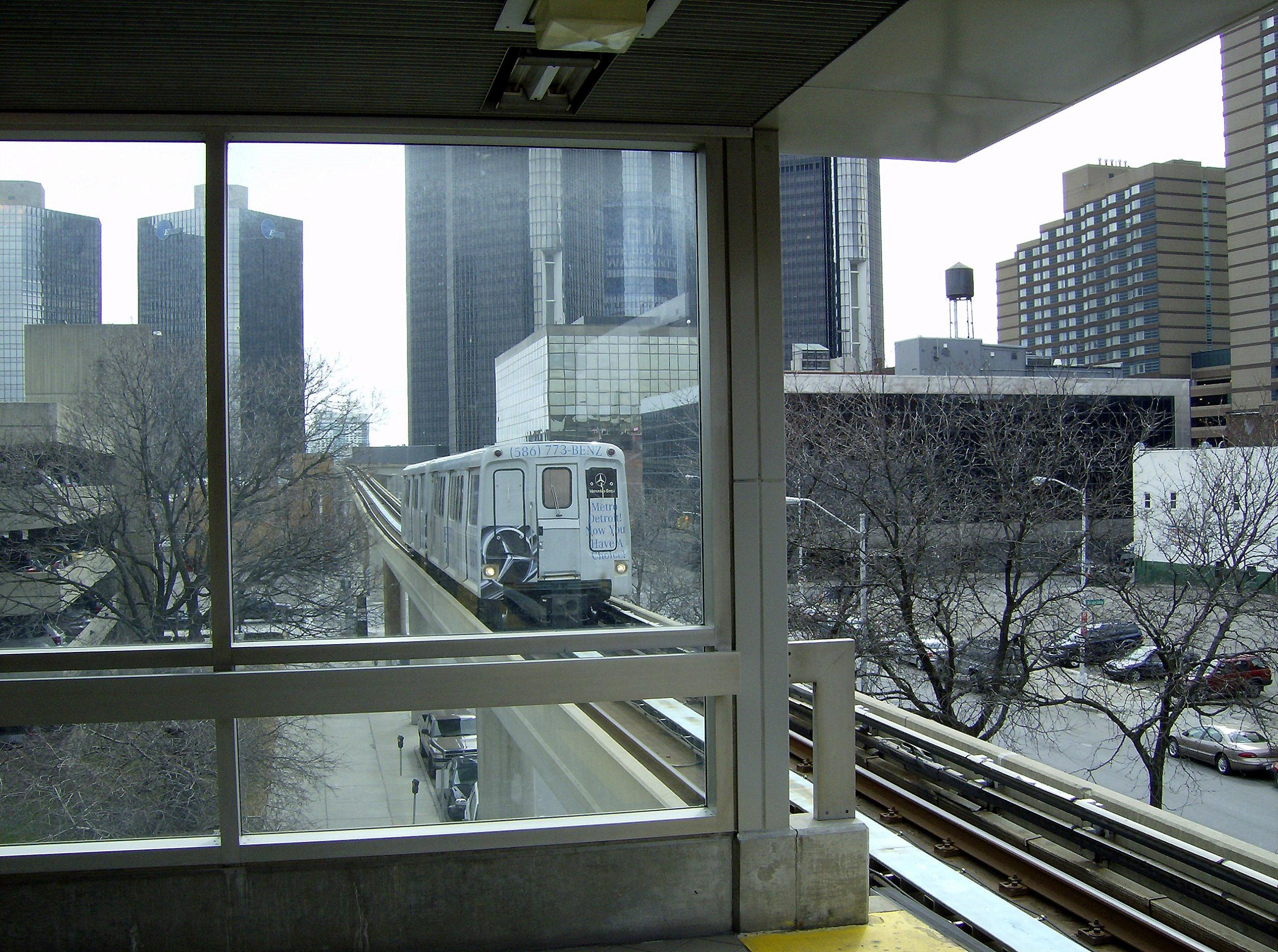
Потяг поблизу станції «Bricktown»